# Dasychira matsumurae
Dasychira matsumurae är en fjärilsart som beskrevs av Felix Bryk 1935. Dasychira matsumurae ingår i släktet Dasychira och familjen tofsspinnare. Inga underarter finns listade i Catalogue of Life.